# Budućnost Dobanovci
Fudbalski Klub Budućnost Dobanovci (serb.: Фудбалски Kлуб Будућност Добановци) – serbski klub piłkarski z siedzibą w stolicy Serbii – Belgradzie, z dzielnicy Dobanovci (Gmina miejska Surčin). Został utworzony w 1920 roku. Obecnie występuje w Srpska Liga Beograd.

## Stadion
Klub rozgrywa swoje mecze domowe na stadionie Stadion FK Budućnost w Belgradzie, w dzielnicy Dobanovci (Gmina miejska Surčin), który może pomieścić 1,500 widzów.

## Sezony
| Sezon                          | Liga                          | Poziom | Miejsce |
| Federalna Republika Jugosławii |                               |        |         |
| 1999/00                        | Zonska liga (Beogradska zona) | IV     | 4       |
| 2000/01                        | Zonska liga (Beogradska zona) | IV     | ?       |
| 2001/02                        | Zonska liga (Beogradska zona) | IV     | 2       |
| 2002/03                        | Srpska liga (Grupa Beograd)   | III    | 11      |
| Serbia i Czarnogóra            |                               |        |         |
| 2003/04                        | Srpska liga (Grupa Beograd)   | III    | 10      |
| 2004/05                        | Srpska liga (Grupa Beograd)   | III    | 16      |
| 2005/06                        | Srpska liga (Grupa Beograd)   | III    | 15      |
| Serbia                         |                               |        |         |
| 2006/07                        | Srpska liga (Grupa Beograd)   | III    | 18      |
| 2007/08                        | Zonska liga (Beogradska zona) | IV     | 11      |
| 2008/09                        | Zonska liga (Beogradska zona) | IV     | 11      |
| 2009/10                        | Zonska liga (Beogradska zona) | IV     | 9       |
| 2010/11                        | Zonska liga (Beogradska zona) | IV     | 5       |
| 2011/12                        | Zonska liga (Beogradska zona) | IV     | 1       |
| 2012/13                        | Srpska liga (Grupa Beograd)   | III    | 7       |
| 2013/14                        | Srpska liga (Grupa Beograd)   | III    | 12      |
| 2014/15                        | Srpska liga (Grupa Beograd)   | III    | 12      |
| 2015/16                        | Srpska liga (Grupa Beograd)   | III    | 1       |
| 2016/17                        | Prva liga Srbije              | II     | 10      |
| 2017/18                        | Prva liga Srbije              | II     | 10      |
| 2018/19                        | Prva liga Srbije              | II     | 10      |
| 2019/20                        | Prva liga Srbije              | II     | 15 *    |
| 2020/21                        | Prva liga Srbije              | II     | ?       |

 * Z powodu sytuacji epidemicznej związanej z koronawirusem COVID-19 rozgrywki sezonu 2019/2020 zostały zakończone po rozegraniu 30 kolejek.

## Sukcesy
- 10. miejsce Prvej ligi Srbije (3x): 2017, 2018 i 2019.
- mistrzostwo Srpskiej ligi – Grupa Beograd (III liga) (1x): 2016 (awans do Prvej ligi Srbije).
- mistrzostwo Zonskiej ligi – Grupa Beogradska (IV liga) (2x): 1992 i 2012 (awans do Srpskiej ligi).
- wicemistrzostwo Zonskiej ligi – Grupa Beogradska (IV liga) (1x): 2002 (awans do Srpskiej ligi).
- wicemistrzostwo Zonskiej ligi – Grupa Beogradska (IV liga) (2x): 1985 i 1990.